# Ainhoa Lameiro
Ainhoa Lameiro (21 de septiembre de 2000) es una deportista española que compite en piragüismo en la modalidad de eslalon. Ganó una medalla de plata en el Campeonato Mundial de Piragüismo en Eslalon de 2019, en la prueba de C1 por equipos.

## Palmarés internacional
| Campeonato Mundial | Campeonato Mundial    | Campeonato Mundial | Campeonato Mundial |
| Año                | Lugar                 | Medalla            | Competición        |
| ------------------ | --------------------- | ------------------ | ------------------ |
| 2019               | Seo de Urgel (España) | Medalla de plata   | C1 por equipos     |